# Шахов Олексій Григорович
Олексій Григорович Шахов (рос. Алексей Григорьевич Шахов) — російський поміщик. На честь його було названо два села Добропільського району: Шахове і Нове Шахове.

## Життєпис
Підпоручик (1777 рік), форстмейстер (1780—1783 роки) фортеці Тор, капітан, засідатель верхнього земського суду 2-го департаменту міста Катеринослава (1784—1786 роки).
У часи царювання Катерини II отримав у Бахмутському повіті «село Олексіївська з пусткою», 408 кріпаків та 5 610 (за даними 1787 року — 5 728) десятин землі.
У 1785 році на кошти Олексія Шахова в Олексіївці побудували церкву в ім'я Святої Живоначальної Трійці.
Був одружений з Пелагією Іванівною.

## У фольклорі
Про виникнення села Шахова серед місцевого населення побутує така легенда: "У другій половині вісімнадцятого століття цариця Катерина друга видала грамоту на землю, де зараз розташоване село, генералу Шахову. Землі ці були абсолютно незаселеними. Одного разу генерал Шахов на Німецькій горі побачив селян-втікачів, які їхали кудись на візках. Він звернувся до них з промовою: Залишайтеся на моїх землях, обробляйте їх і користуйтеся плодами землі. Два роки ви будете вільними, але по закінченню цього терміну перетворитеся в моїх кріпаків. Саме так, залишившись на землях поміщика Шахова, втікачі і заснували село Шахове".

## Діти
- Лука Олексійович Шахов